# Justina Ireland
Pour les articles homonymes, voir Ireland.
Œuvres principales
- Dread Nation
- Hors de l'ombre

Justina Ireland, née le 7 février 1985 à French Camp en Californie, est une autrice américaine de science-fiction et de fantasy.

## Œuvres

### UniversStar Wars

#### SérieLa Haute République

##### Phase I:La Lumière des Jedi
- Une épreuve de courage, Hachette Jeunesse, coll. « Bibliothèque verte », 2021 ((en) A Test of Courage, 2021), trad. Julien Bétan, 224 p.  (ISBN 978-2-01-628926-6)
- Hors de l'ombre, Pocket, coll. « Star Wars » no 186, 2022 ((en) Out of the Shadows, 2021), trad. Julien Bétan, 400 p.  (ISBN 978-2-266-32494-6)
- Mission catastrophe, Hachette Jeunesse, coll. « Bibliothèque verte », 2022 ((en) Mission to Disaster, 2022), trad. Julien Bétan, 224 p.  (ISBN 978-2-01-715389-4)

##### Phase II:La Quête des Jedi
- La Voie de la duperie, Pocket, coll. « Star Wars » no 195, 2023 ((en) Path of Deceit, 2022), trad. Julien Bétan, 336 p.  (ISBN 978-2-266-33291-0)Écrit avec Tessa Gratton.

##### Phase III:Les Épreuves des Jedi
- Braver la tempête, Pocket, coll. « Star Wars » no 206, 2024 ((en) Defy the Storm, 2024), trad. Julien Bétan, 432 p.  (ISBN 978-2-266-34290-2)Écrit avec Tessa Gratton.

#### Romans indépendants
- (en) Lando's Luck, 2018
- (en) Spark of the Resistance, 2019
- The Acolyte : Cheminante, Pocket, coll. « Star Wars » no 213, 2025 ((en) Wayseeker, 2025), trad. Sandy Julien  (ISBN 978-2-266-35158-4)À paraître le 25 septembre 2025

### SérieDevils' Pass
1. (en) Evie Allen vs. the Quiz Bowl Zombies, 2017
2. (en) Jeff Allen vs. the Time Suck Vampire, 2017
3. (en) Tiffany Donovan vs. the Cookie Elves of Destruction, 2017
4. (en) Zach Lopez vs. the Unicorns of Doom, 2017
5. (en) Tiffany Donovan vs. the Poison Werewolves, 2018
6. (en) Zach Lopez vs. the Shadow Cats, 2018

### SérieDread Nation
1. (en) Dread Nation, 2018Prix Locus du meilleur roman pour jeunes adultes 2019
2. (en) Deathless Divide, 2020

### SérieChaos & Flame
Cette série est coécrite avec Tessa Gratton.
1. Chaos & Flame, Castelmore, coll. « Big Bang », 2023 ((en) Chaos & Flame, 2023), trad. Alison Jacquet-Robert, 416 p.  (ISBN 978-2-36231-715-6)
2. Blood & Fury, Castelmore, coll. « Big Bang », 2024 ((en) Blood & Fury, 2024), trad. Hélène Arnaud, 416 p.  (ISBN 978-2-36231-585-5)

### Romans indépendants
- (en) Vengeance Bound, 2013
- (en) Promise of Shadows, 2014
- (en) Scream Site, 2018
- (en) Ophie's Ghosts, 2021
- (en) Rust in the Root, 2022